# اس‌اس پرزیدنت
اس‌اس پرزیدنت (به انگلیسی: SS President) یک کشتی بود که طول آن ۲۴۳ فوت (۷۴ متر) بود. این کشتی در سال ۱۸۴۰ ساخته شد.